# Yves Klein
Yves Klein (28. dubna 1928 Nice, Francie – 6. června 1962 Paříž, Francie) byl francouzský výtvarník, jehož dílo se stalo podnětem pro konceptuální umění a umění používající jako svůj výrazový prostředek happening. Známý se stal především svými monochromními obrazy, na nichž aplikoval temně zářivou ultramarínovou barvu. Byl vizionář; podle jeho představy mělo umění v lidstvu probudit senzualitu, která nastolí na Zemi nový, spravedlivý řád. Měl vliv na umění 2. poloviny 20. století.

## Život
Narodil se v umělecky založené rodině. Jeho otec byl krajinářem postimpresionistického ražení, matka naopak patřila do pařížské skupiny výtvarníků pod vlivem informelu. V letech 1944–1946 navštěvoval Klein postupně École Nationale de la Marine Marchande a École Nationale des Langues Orientales v Nice. V roce 1947 se na kurzech juda na policejní akademii v Nice seznámil s Armandem Fernandezem (jako výtvarník byl známý jako Arman) a Claude Pascalem (pozdější hudební skladatel), s nimiž ho pojilo celoživotní přátelství. V té době složil svou Monotónní symfonii, skládající se z jediného tónu, a začal experimentovat s monochromními obtisky. Roku 1948 navštívil Itálii a vstoupil do rosekruciánské společnosti. Vojenskou službu absolvoval roku 1949 v Německu. Ještě téhož roku odjeli spolu s Pascalem do Anglie. Klein zde v Londýně pracoval v dílně rámaře a zlatníka Roberta Savage. Tato praxe mu přišla vhod při pozdější práci s lístkovým zlatem. V letech 1950–1952 navštívil postupně Irsko, Itálii a Španělsko. Následoval dvouletý pobyt v Japonsku. Klein zde navštěvoval proslavenou judistickou školu Kôdôkan v Tokiu, kde se mu podařilo získat 4. dan. Po návratu do Evropy roku 1954 se Klein stal na rok instruktorem španělské národní federace juda. Ve výuce juda pokračoval i po návratu do Paříže v roce 1955.

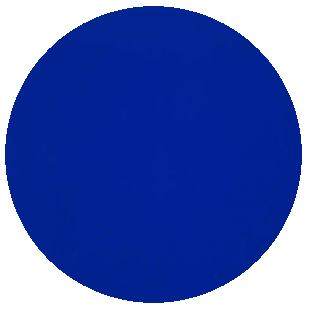
IKB 54, 1957

 To se ale už plně věnoval výtvarné činnosti. V roce 1955 nepřijala porota Salónu nové reality jeho monochromní plátno, ale podařilo se mu v galerii Club des Solitaires uspořádat první samostatnou veřejnou výstavu. Klein byl přesvědčený, že žádná barva není tolik nabita pozitivními asociacemi jako modrá. Na podzim roku 1957 konečně nalezl to, co dlouho hledal. Ve spolupráci s obchodníkem s chemickými materiály Edouardem Adamem dospěl k matně zářivé ultramarinové modři, která se stala jeho značkou a kterou si nechal patentovat pod názvem IKB (International Klein Bleu). Horečná Kleinova činnost v tomto roce přinesla výsledky v podobě hned šesti výstav: V Miláně, Düsseldorfu, Londýně, a tří pařížských.

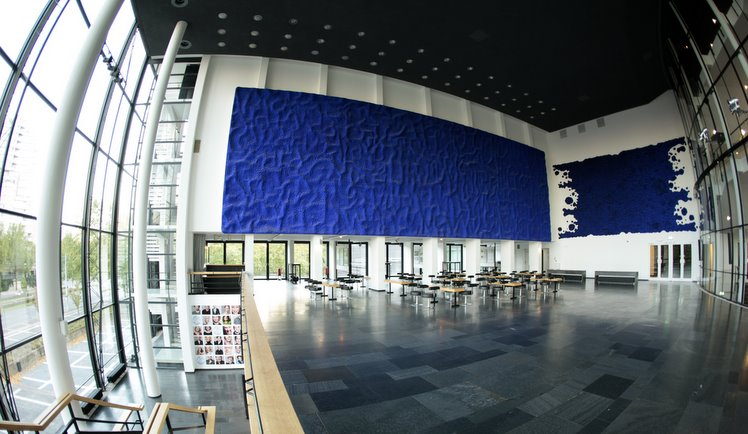
Kleinova výzdoba foyer v Gelsenkirchenu

 V roce 1957 ho přizval německý architekt Werner Ruhnau ke spolupráci na novostavbě hudebního divadla v Gelsenkirchenu. Zde se Klein sešel i se svým pozdějším přítelem Jeanem Tinguelym. Do dvouposchoďového foyer Klein umístil šest velkoplošných reliéfů. V dubnu 1958 se v pařížské galerii Iris Clert uskutečnila jedna z jeho nejproslulejších výstav s názvem Le Vide (Prázdnota). Klein 48 hodin pracoval na vybílení stěn a stropu výstavní místnosti stejnými prostředky, jakými maloval své monochromy. Tři tisíce konsternovaných návštěvníků vcházelo do prázdné místnosti, kde měli vnímat vlastnost totálního prázdna ve smyslu antického pneuma. Byl jim podáván kokteil v barvě Kleinovy modři, vstupenka na vernisáž stála 1500 franků. Koncem roku následovala v téže galerii společná výstavy s Tinguelym pod názvem Vitesse pure et stabilité monochrome (Čistá rychlost a monochromní stabilita). V roce 1958 také Klein začal se svými antropometriemi. Nahá těla modelek natíral svou modří, načež modelky svá těla obtiskly na bílé plátno.

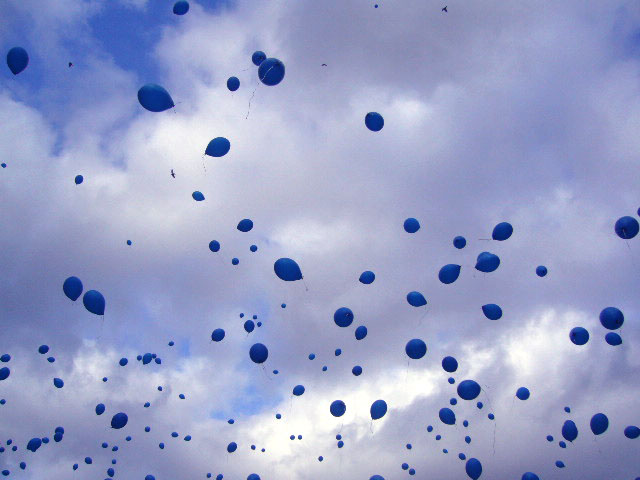
Vypuštění 1001 balónů v barvě IKB u příležitosti vernisáže výstavy věnované dílům Yvese Kleina (2006–2007) v Musée national d'art moderne v Paříži.

Také rok 1959 byl pro Kleina rokem prezentace jeho díla. Kromě Paříže vystavoval i v Antverpách a prestižní galerii Lea Castelliho v New Yorku. V březnu 1960 provedl první veřejnou prezentaci antropometrií. Za doprovodu jeho Monotónní symfonie, prováděné naživo komorním orchestrem, předváděl publiku vznik antropometrií s autentickými modelkami. V témže roce začal při tvorbě obrazů používat přírodní prvky: déšť, vítr, otisky rostlin. Stal se také jedním ze zakladatelů významné skupiny s názvem Nouveaux Réalistes (Noví realisté). Mezi devíti signatáři manifestu byli mj. Arman, Jean Tinguely a zejména vlivný umělecký kritik Pierre Restany, který Kleina podporoval. V lednu 1961 mu Museum Hans Lange v německém Krefeldu uspořádalo velkou retrospektivu, následovala další výstava u Castelliho. O rok později připravil antropometrie pro experimentální dokumentární film Mondo Cane ( taky známým pod názvem A Dog's Life). K tvorbě obrazů začal používat oheň.
V lednu 1962 si vzal svou dlouholetou přítelkyni Rotraut Uecker, s níž se poznal roku 1957 v Armanově ateliéru v Nice. Jejich syn Yves se narodil dva měsíce po malířově smrti. Začátkem roku ještě stačil vytvořit sádrové odlitky nahých těl svých tří nejbližších přátel Pascala, Armanda a Martiala Raysse. V květnu se zúčastnil uvedení filmu Mondo Cane na Filmovém festivalu v Cannes, během promítání ale utrpěl infarkt. Následovaly dva další, ten z 6. června se mu stal osudný.

## Dílo

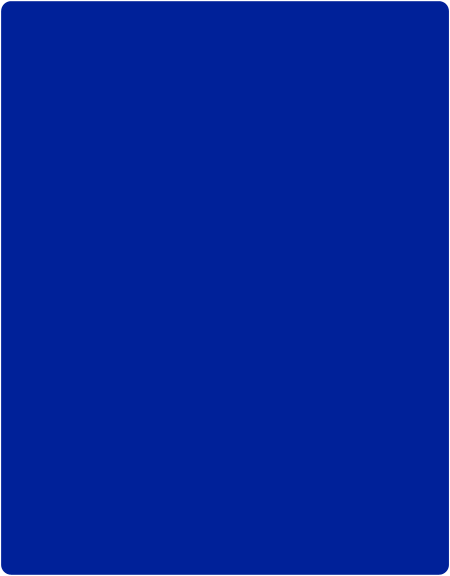
IKB 191 – International Klein Blue

Klein byl francouzský malíř a konceptuální umělec, jeden z nejdůležitějších představitelů monochromní malby a zakladatel nového realismu, který poskytl významné impulzy současnému umění. Jeho dílo se omezuje pouze na osm let produktivní práce, kterou ukončila náhlá smrt.
Od roku 1947 maloval monochromní obrazy, rokem 1957 počínaje většinou v zářivé ultramarínové barvě (International Klein Blue – IKB), kterou vyjadřoval mystický univerzalismus. Roku 1957 začal barvit houby připevněné na plátno (Modrý reliéf, 1958). Dalším krokem byly antropometrie, akce, při nichž na bílé plátno obtiskoval barevně pomalovaná, nahá ženská těla. Výrazem ustavičného hledání spirituality byly experimenty s různými materiály a technikami. Tak vznikly roku 1957 takzvané ohnivé obrazy a od roku 1960 kosmologie, obrazy s otisky rostlin a stopami působení atmosférických jevů, např. větru a deště. Klein také maloval za pomocí ohně obrazy, které vzplály, uhasly a ponořily se do mlčení. Kromě modré používal v posledních letech i zlatou nebo červenou monochromii. Fascinovala ho Prázdnota: Z roku 1960 pochází slavná fotomontáž Harryho Shunka, na které se Klein vrhá z 1. patra domu na ulici do prostoru. Za Kleinova života nebylo jeho dílo přijímáno jednoznačně. Někteří ho bez výhrad ctili, jiní ho považovali za šarlatána. Postupně se ukázalo, že jeho dílo představuje trvalou hodnotu v rámci umění 2. poloviny 20. století.